# Étienne Chérade
Pour les autres membres de la famille, voir Famille de Chérade de Montbron.
Étienne Chérade, écuyer, seigneur des Bauries, Montbron, Manteresse, La Rochechandry , Marthon, Blanzac etc., né le 14 janvier 1663 à Angoulême et mort le 24 octobre 1714 à Vouthon, appartient à une famille de marchands de draps d'Angoulême. Anobli par charge en 1693, il fut conseiller-secrétaire du roi au Grand conseil (1712), lieutenant-général d'Angoumois en 1692 et maire perpétuel de la ville d'Angoulême en février 1693,.

## Biographie
Il est le fils de Clément Chérade, marchand de soie et de draps à Angoulême, qui avait réalisé dans son commerce et dans la banque une fortune considérable, et de Madeleine Cladier de Laumont ,.
Avocat au barreau d'Angoulême en 1690, il acquiert les charges de lieutenant-particulier (1689-1692) et premier conseiller du roi au siège présidial d'Angoumois, lieutenant-général de la sénéchaussée et siège présidial d'Angoumois (1691), maître des eaux et forêts de l'Angoumois (1692), maire perpétuel d'Angoulême (1693), assesseur criminel (1696), conseiller secrétaire du roi au Grand Conseil (1712)
Il achète de nombreuses terres : En 1699, la terre des Bauries, par acte du 13 avril 1699 le comté de Montbron, la baronnie de Manteresse et la seigneurie de La Grelière à la famille de Loménie de Brienne, le 24 juin 1704 (pour un montant de 150 000 livres) la terre seigneuriale du marquisat de Clairvaux (à Anne d'Aumont, veuve de Gilles Fouquet) et la baronnie de Thuré, le 14 mai 1710 la baronnie de La Rochechandry, le 4 février 1712 les baronnies de Marthon et Blanzac à la famille de La Rochefoucauld,.
Il fait enregistrer son blason à l'Armorial général de 1696.
Il est anobli en 1693 par la fonction de maire d'Angoulême et par l'office secrétaire du roi le 16 janvier 1712,,.
Il épouse en 1694 Madeleine Husson, d'une famille de l'Aunis, fille d'Isaac Husson, seigneur de Saint-Xandre et de La Platterie, et d'Elisabeth de Pont, qui lui survit et qui se remarie en octobre 1718 à Armand de Saint-Martin de Clervault, conseiller en la Grand-chambre du parlement de Paris.

## Descendance
Son fils, Adrien-Étienne Chérade, connu sous le titre de « comte de Montbron », lieutenant général d'Angoulême en 1730, décédé dans cette ville en 1744, épouse en 1735 Louise Deval. Il en a, entre autres enfants, deux fils, Adrien-Alexandre-Étienne et Pierre-Étienne, qui sont les auteurs de deux branches. 
L'auteur de la branche aînée, Adrien-Alexandre-Étienne Chérade de Montbron, connu sous le titre de « marquis de Clervaux », né en 1731, marié à Angoulême en 1759 à sa cousine Elisabeth le Musnier, veuve de Jean de Lageard, marquis de Cherval, obtient par lettres patentes de décembre 1766 l'érection en comté de sa seigneurie de Montbron,,. 